# NK Gallery
NK Gallery — бельгийская галерея современного искусства, основанная Надеждой Котовой-Массэн в 2012 году в городе Антверпен. Филиал галереи есть в Москве и в Кнокке.

## История
Предпосылкой создания галереи послужило желание основателя галереи Надежды Котовой-Массэн наладить культурный мост между её родиной и постоянной страной проживания. Главной целью стало продвижение российских и бельгийских художников по всему миру. Как правило, в бельгийской галерее проходит 6 выставок в год. Это могут быть как персональные выставки художников, так и групповые экспозиции российских и бельгийских деятелей искусства.
Располагаясь в галерейном районе на юге Антверпена в непосредственной близости от Музея современного искусства и Королевского музея изящных искусств.
Российский филиал галереи открылся в 2019 году в арт-кластере Cube Moscow, расположенном в The Ritz-Carlton Hotel.
Летом 2019 года открылся филиал галереи в бельгийском городе Кнокке.

## Художники
NK Gallery сотрудничает со следующими художниками:
- Георгий Острецов
- Кирилл Чёлушкин
- Таисия Короткова
- Александр Погоржельский
- Иван Разумов
- Оксана Мась
- Ханс Вандекеркхове
- Дидье Маё

## Выставки

### Антверпен
- 2019 с 18 июля по 4 августа — выставка бельгийского художника Ханса Вандекеркхове Blues have more fun .
- 2019 с 16 мая по 22 июня — выставка российского художника Георгия Острецова How to Learn the Upside Down World.[1]
- 2019 c 24 января по 16 марта — выставка украинской художницы Оксаны Мась The Color Of The Truth Is Black.[2]
- 2016 с 28 января по 12 мая — выставка российского художника Олега Матрохина L’Hotel "Trompe L’oeil.[3]

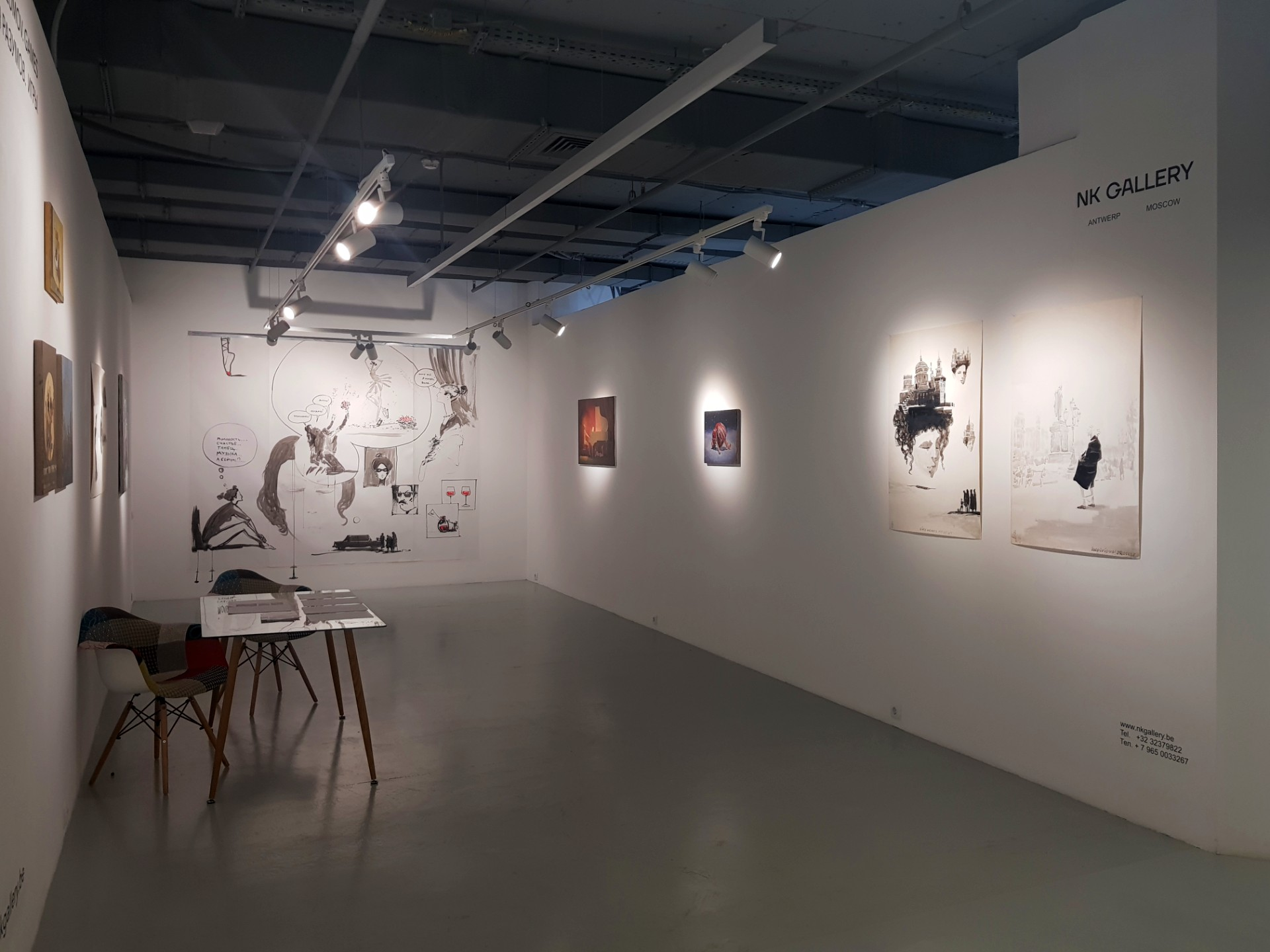
NK Gallery. Москва

### Москва
- 2019 с 28 июня по 31 августа — персональная выставка Ивана Разумова «Игры».[4]
- 2019 в апреле — выставка Кирилла Чёлушкина.[5] На ней показали монументальную графику больших форматов из двух серий: архитектурной Postapocalyptica и абстрактной Black Line.[6]
- 2019 в феврале — персональная выставка бельгийского художника Дидье Маё «По ту сторону зеркала».[7] Он нашёл во французском приюте пять льняных платьев 1940-х годов и нарисовал на них портреты девушек.[8]

### Кнокке
- 2019 с 8 по 31 августа — групповая выставка художников, в которой приняли участие Кирилл Чёлушкин, Оксана Мась, Георгий Острецов, Ханс Вандекеркхове и другие.

### Коллаборации
- 2018 — персональная выставка Ханса Вандекеркхове на территории пространства Музей АРТ4. На выставке впервые показали новые работы из серии «Ещё один портрет художника», а также несколько работ из серии «Кристина» 2017 года.[9]

## Выставочная деятельность
NK Gallery регулярно участвует в международных арт-ярмарках, среди которых:
- 2019, Cosmoscow, Россия. Галерея экспонирует российских художников Таисию Короткову и Георгия Острецова, и бельгийского художника Дидье Маё.[10]
- 2019, Art Bahrain, Бахрейн. Галерея экспонирует бельгийского художника Дидье Маё.[11]
- 2018, Cosmoscow, Россия.[12] Галерея экспонирует российскую художницу Таисию Короткову и бельгийского художника Ханса Вандекеркхове.[13]
- 2018, Contemporary Istanbul, Турция. Галерея экспонирует российского художника Кирилла Чёлушкина и украинскую художницу Оксану Мась.[14]
- 2018, Tbilisi Art Fair, Грузия. Галерея экспонирует представляет российских художников Таисию Короткову и Кирилла Чёлушкина.[15]
- 2017, Art Dubai, ОАЭ. Галерея экспонирует российского художника Кирилла Чёлушкина.[16]
- 2016, Cosmoscow, Россия.[17] Галерея экспонирует российскую художницу Таисию Короткову и бельгийского художника Ханса Вандекеркхове.[18]
- 2015, Art Paris. Франция. Галерея экспонирует российских художников Кирилла Чёлушкина, Алексея Кострому и Александра Погоржельского.[19]